# Lluís Sentís i Anfruns
Lluís Sentís i Anfruns   (Barcelona, 1910 - 1996) fou dirigent esportiu.
Jugador de rugbi i de pilota a mà durant la seva joventut amb el Club Natació Barcelona, va ser el president de la Federació Catalana de Rugby des del 1939 fins al 1974, i durant el seu mandat va aconseguir que es construís el camp de la Foixarda a Montjuïc perquè els clubs de Barcelona ciutat poguessin practicar aquest esport. Bona part de la seva presidència la va compaginar amb els seus càrrecs directius en el Club Natació Barcelona, del qual va ser vicepresident des del 1940 al 1943 i després president des del 1943 fins al 1975. També va jugar a futbol durant una breu etapa amb el Gimnàstic de Tarragona i entre el 1946 i el 1974 va ser vicepresident de la Federació Internacional de Rugby Amateur (FIRA), que el 1953 va celebrar el seu Congrés a Barcelona gràcies a ell, però que li va comportar problemes amb la Federació Espanyola. Des del 1950 al 1980 va ser secretari de la Diputació de Barcelona, i el 1955 va participar molt activament al costat de Joan Antoni Samaranch en l'organització dels Jocs del Mediterrani que es van celebrar a Barcelona.
Germà de Carles Sentís i Anfruns.